# 艾家镇
艾家镇，是中华人民共和国湖北省宜昌市点军区下辖的一个乡镇级行政单位。

## 行政区划
艾家镇下辖以下地区：
大栗树社区、柳林村、艾家村、刘家村、桥河村和七里村。